# 日本占領時期の香港

香港占領地

国歌: 君之代（中国語）
君が代

暗赤：香港占領地
赤：大日本帝国の最大版図

日本占領時期の香港（にほんせんりょうじきのホンコン）は、第二次世界大戦中日本軍により「香港占領地」とされた。占領統治は、香港の戦いでイギリスのマーク・アイチソン・ヤング香港総督が日本に降伏した1941年12月25日から、ポツダム宣言受諾による日本の降伏後、1945年8月末にイギリス軍が再上陸するまでの3年8カ月にわたった。香港で「三年零八個月」（3年8カ月）という言葉は、特にこの日本占領期を指す場合がある。

## 背景
- 1941年12月25日の降伏交渉
- 香港に入城する日本軍

1937年7月7日の盧溝橋事件勃発以来、日本と中華民国は全面戦争に突入した（日中戦争）。日本軍は華北および華東の中国大陸の大部分を占領し、華南でも中国軍の補給路を遮断すべく広州などを占領した。
しかし、香港は当時日本とは交戦状態になかったイギリスの植民地として中立地帯であり、日本軍が進出し戦闘状態におかれることはなかった。そのため、香港の人口は1936年に100万人だったものが、中国各地から戦闘を避ける避難民が殺到し1940年には160万人に、1941年には170万人にまで膨張していたとみられる。親戚・知人宅に潜り込む者、難民キャンプがいくつか設けられ収容される者、そこからさえあぶれ路上生活者となる者が出た。臨時救済金も出たが、餓死する者も続いたという。その後日本軍の占領下の香港から70万人前後の中国人住民が中国本土に退去させられ、占領前に170万人の人口を抱えていた香港は、1945年（民国34年）8月の終戦時には人口が60万人程度にまで減少した。その後、イギリスの植民地に復帰した香港では、この3年8か月間にわたる日本統治時期を「三年零八個月」と呼んでいる。
1941年12月8日、マレー作戦により太平洋戦争が勃発すると、アメリカやイギリスやオランダなど東南アジアに植民地を持つ国々に宣戦布告した日本は、イギリス軍の極東の要衝であった香港攻略作戦を実行した。酒井隆中将指揮下の第23軍による十八日戦争である。日本軍は九龍半島の要塞地帯ジン・ドリンカーズ・ライン（en:Gin Drinkers Line）を突破し、12月13日には九龍半島を制圧した。地の利を生かしたゲリラ戦法をとるイギリス連邦軍の香港島内での抵抗に当初日本軍は苦戦したものの、12月25日、イギリス軍は降伏し（ブラッククリスマス）、香港は日本軍の軍政下に入った。

## 政治
- 軍政庁が置かれたペニンシュラホテル
- 占領地総督部が置かれ日章旗が掲げられた日本占領時期の香港上海銀行ビル（3代目の建物）。ビルの前にある皇后像広場のもともとヴィクトリア女王の銅像があった場所には占領地総督告諭の石碑が置かれた。

香港を占領した日本軍は、イギリスの香港政庁に代わる香港軍政庁を1942年2月20日までペニンシュラホテルに設置した。その後、磯谷廉介陸軍中将が香港総督として任命され、香港占領地総督部を香港上海銀行本店ビルに設置し大本営直隷下の軍政を実施した。日本から多くの高級官僚が送られ、総督部の主要ポストの多くは日本人が占めた。磯谷廉介総督は「以華制華」（華をもって華を制する）との方針を打ち出し、諮問機関として華民代表会と華民各界協議会の二つの華人の組織が設置された。ただしこれらは法律上無力な存在であった。
また地方行政機構としては、従来香港島・九龍の都市部と新界で分けられていた市政局や理民府に代わり、民治部の下に新たに区が新設され、香港島は12、九龍は6（後に10に増加）、新界は7の区に分割した。区にはそれぞれ区役所・区長・区会が置かれ、華民代表会・華民各界協議会と同様に中国系住民を統治機構に包摂する姿勢が示された。この区については、戦後も行政区画として引き継がれてゆくことになる。
とはいえ謝永光によれば、日本軍は香港をどのように統治すればよいか全く理解していなかったという。犯罪組織の顔役と結託したり、売春・賭博を放任（中国人には保護と受け取られかねないような管理の仕方を）したり、ほとんど無為無策のように見えたことを著述している。

### 歴代香港統治者
| 任期             | 肖像             | 総督             | 任期開始       | 任期終了       |
| ---------------- | ---------------- | ---------------- | -------------- | -------------- |
| 香港軍政庁長官   |                  | 酒井隆陸軍中将   | 1941年12月25日 | 1942年2月20日  |
| 香港軍政庁長官   | 新見政一海軍中将 |                  | 1941年12月25日 | 1942年2月20日  |
| 1 香港占領地総督 |                  | 磯谷廉介陸軍中将 | 1942年2月20日  | 1944年12月24日 |
| 2 香港占領地総督 |                  | 田中久一陸軍中将 | 1945年2月1日   | 1945年8月15日  |

## 地名改称

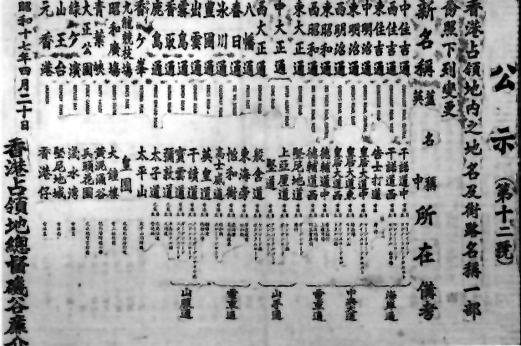
地名・街路名の改称に関する公示

地名については、「ネイザンロード」のようなイギリスの人名を使用していた街路名や「香港仔」「浅水湾」などの地名を、それぞれ「香取通り」や「元香港」「綠ヶ濱」のような日本式に改称した。ハッピーバレー競馬場は「青葉峽競馬場」と改称されている。
中国語で香港は戦前戦後とも「港」と略称されるのに対し、日本占領下では「香」と略された。香港島と九龍をまとめた「港九」を含む団体名は「香九」に変更され、香港占領地総督の略称は「香督」（イギリス統治下の総督は「港督」という）、その命令は「香督令」とされた。

### 行政区画
- 香港島：中区、西区、水城区、蔵前区、山王区、東区、春日区、青葉区、銅鑼湾区、筲箕湾区、元港区、赤柱区
- 九龍：湊区、山下区、香取区、大角区、青山区、鹿島区、元区、啓徳区、荃湾区
- 新界：沙田区、大埔区、上水区、新田区、沙頭角区、元朗区、西貢区

## 経済
香港は、大規模な工業や農業がなく、中華民国とイギリス領インド帝国やイギリス領マレーなどのアジア各地のイギリスの植民地、また同じくイギリス連邦の構成国であるオーストラリアやアメリカ領フィリピンなどとの間の交易、またアメリカとの民間航空便などをその経済活動の中心としていた。
日本による占領後に中華民国本土との貿易が減少し、さらに同時期、多くが日本軍の占領下におかれたアジア各地のイギリスの植民地との貿易も減少した。イギリスと同じく日本との交戦状態に入ったオーストラリアとの貿易は完全に停止し、香港は経済的苦境に立たされた。特に大部分を中華民国やオーストラリアなどからの輸入に頼っていた食糧の不足は深刻で少数の餓死者を出すまでに至った。
住民らがそれまで持っていた外貨は強制的に日本軍の発行する軍票に交換させられ、交換レートも実勢を無視した住民側にとって不利なものであった。日本軍や官憲は、令状なしで身体検査・家宅捜査をよく行ったが、その際、外貨を交換せずに隠し持っていたことが発見されると、暴行・没収されるばかりか、スパイ容疑で連行され、拷問、処刑される危険もあった。あげく、日本軍政当局は、このようにして没収した外貨を使用して、中国側支配地域から物資を入手するために、自ら密貿易を行っていたとも伝えられる。
日本軍による統治期間中、日本軍は軍票を乱発行してインフレーションを起こし、香港経済を疲弊させた。発行された軍票は日本の敗戦後、イギリス軍が使用を禁じたため、現在も日本政府に経済的補償を要求する香港人が存在する。
イギリス資本の会社は日本軍に接収され、閉店したイギリス系百貨店の「レーンクロフォード」には松坂屋が開店した。湾仔駱克道には慰安所が設置されたという。

## 住民政策

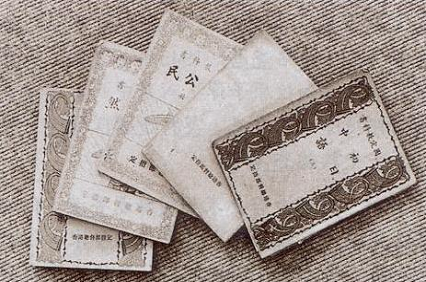
香港占領時期に使用された教科書

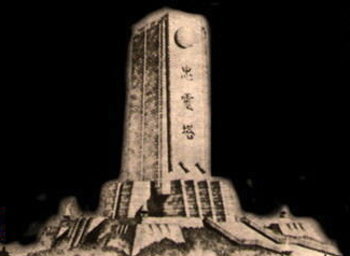
香港に建設予定だった忠霊塔の完成予想図

それまでの英統治時代、香港の人口は爆発的に増大していた。そのため、香港は食糧問題を常に抱え、軍政当局は人口疎散政策をとり、建前上は途中の食糧・交通・宿舎の便宜を図るとして、職と住所のない住民を香港から帰郷ないし退去することを求めた。このため、占領時代を通じて香港の人口は減少した。

### 土地接収
軍の施設とするために各種施設・建造物を接収したのはもちろん、民家・公的施設には兵士が、半山区の高級住宅には将校・高級軍属が進駐してきた。
香港島の湾仔の駱克道に武装した日本兵が出動し、幅800mにわたる区域を慰安婦を置く街とするために160余の建物を接収し、全ての住民が3日以内に立ち退くよう通告した。立退かされる住民の困苦はもとより、それまで、香港ではこういった類の建物・家屋は露わにするようなものではないとの感覚であった為、この日本流の女郎屋街の誕生は香港住民の眉を顰めさせた。
九龍城では飛行場建設のため、20余の農村、2000戸の農家を強制退去させ整地したため、2万人以上が生業を失った。
ビクトリアピークの中腹に香港神社を建造しようとし、400戸の民家、ニ千人を退去させた。結局、造営主任の政所善澄前樺太神社宮司が香港赴任間もなく腸チフスで死亡したことや、資材不足、中国人労働者の反感などもあり、完成しなかった。

### 言語・教育政策
従来のイギリス香港政庁による影響力の払拭を望んだ日本軍は、イギリスが香港の公用語として定めていた英語の使用を禁止して、日本語を新たな公用語として制定した。
学校では、日本語教育を1週間に4時間実施させたほか、教科書も日本文化を紹介する内容に変更された。また日本語の習熟度に応じて、香港に進出した日本企業への就職や、食料配給量の優遇を与える政策も実施した。さらには、本格的な香港統治に向けて、日本語に精通した香港人公務員を育成するために「香港東亞学院」を設立したが、生徒は少なかった。日本語教育はほとんど成果があがらなかったという。
一方、当時香港唯一の大学であった香港大学は、イギリス人教員が、俘虜となるか香港を脱出したことから人材不足に陥り、日本軍の降伏まで閉校状態となっていた。

## 抗日活動
日本と中華民国の戦争が続いていた上、住民の持っていた信頼性の高い米ドル・英ポンド等の外貨の強制的な日本軍軍票への交換あるいは没収、軍票濫発によるインフレ、憲兵・水上憲兵による恣意的な逮捕・家宅捜査・拷問・処刑、土地家屋の接収、またイギリスの植民地下で利権を享受した親英的な住民も多かったこと、ビンタにみられる当時の日本兵や日本人の暴力的な態度等により、日本人・日本兵による支配は大きな反感や怒りをかった。日本軍の香港占領に抵抗した香港住民は少なくなく、占領期間中は反日活動は絶えなかったとされる。また、香港を脱出したイギリス軍や、中国共産党の支援によるゲリラ的な軍事活動も行われた。
英軍服務団（British Army Aid Group）は、中国内地に逃れたイギリス軍や香港政庁関係者によって1942年7月に設立された部隊で、本部を桂林に置き、香港における日本軍の情報収集やイギリス軍捕虜の脱走幇助、医薬品類の捕虜収容所への搬送などを支援した。
港九大隊は、中国共産党の配下で広東地方で活動していた「広東抗日遊撃隊」の協力の下、香港・新界の農民や漁民によって1942年2月に成立した抗日部隊で、香港のみならず、広東省を含めた抗日活動を展開した。港九大隊は、イギリス軍が撤退・降伏の際に遺棄した武器を入手し、香港・九龍の日本軍施設や警察署、啓徳空港への攻撃を行ったほか、捕虜の救出や、爆撃中に乗機が打ち落とされた連合軍のパイロットや、香港にとどまっていた連合国側の外国人の香港脱出を支援した。
1942年9月からは、中華民国内やイギリス領インド方面から飛来する連合国軍の爆撃機による空襲が開始された。規模は少数で主に日本軍の施設を目標としたが、誤爆も度々発生した。しかし末期になると規模が拡大し、このうち最も被害の大きかったのは、1945年1月の湾仔市街への誤爆で、香港住民の死者は約1000人、負傷者約3000人に達したという。また同年4月の爆撃では、銅鑼湾にあった病院付近に爆弾が落ち、約490人の死者を出した。このほか、小学校にも誤爆があった。
香港東北の西貢地区は住民の気風や地形もあって、抗日ゲリラの潜伏拠点の一つとみなされた。1942年9月ゲリラが中秋節に帰郷するという情報をつかんだ日本軍は摘発のために村を包囲し家宅捜査を行ったが、成果はあがらなかった。代わりに、日本軍は無辜の住民をとらえ、拷問・処刑を行った。

## 終結

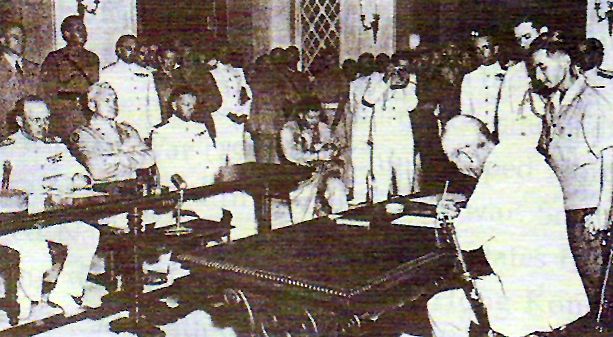
降伏式

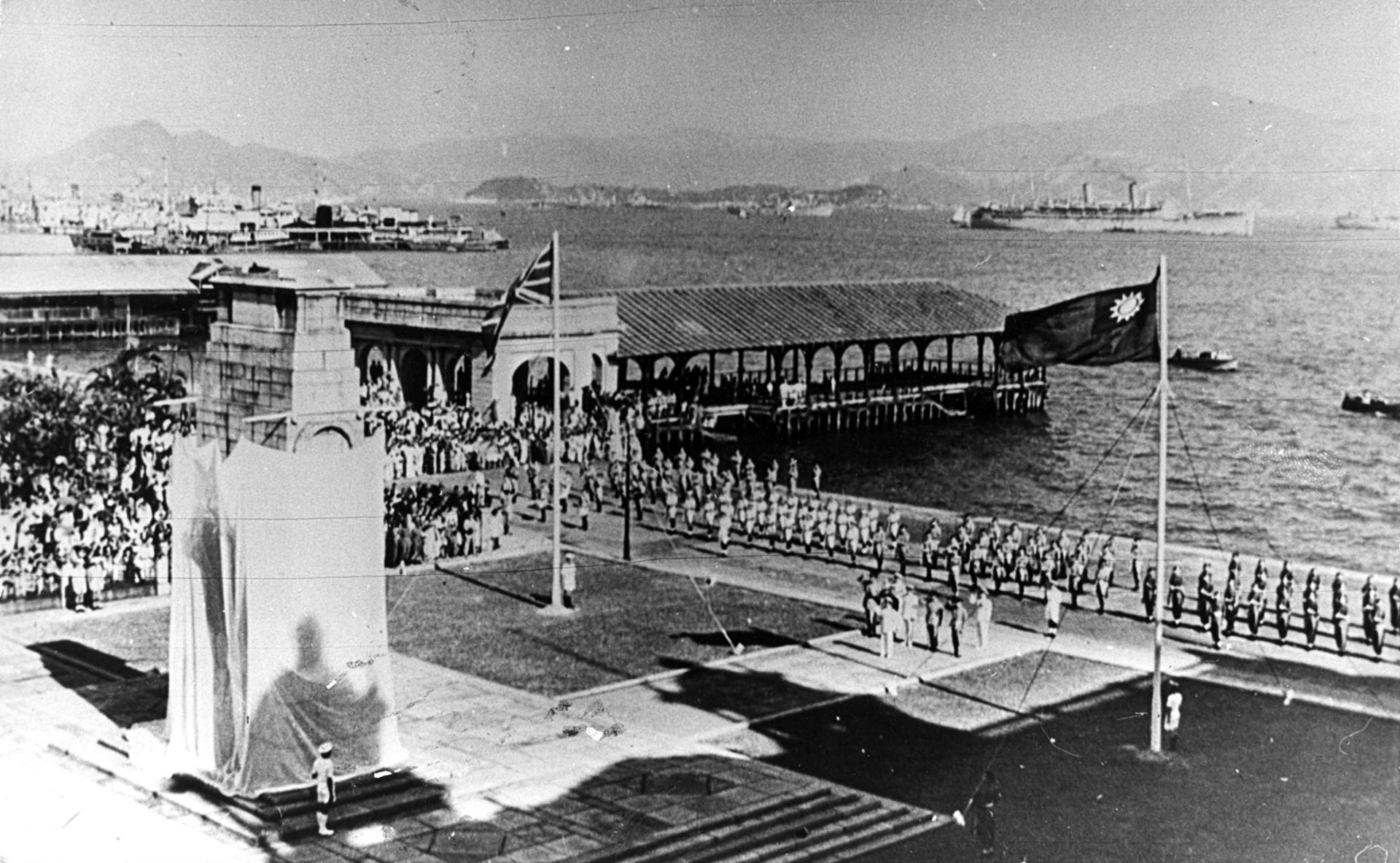
香港解放を祝うパレードをする中英両軍

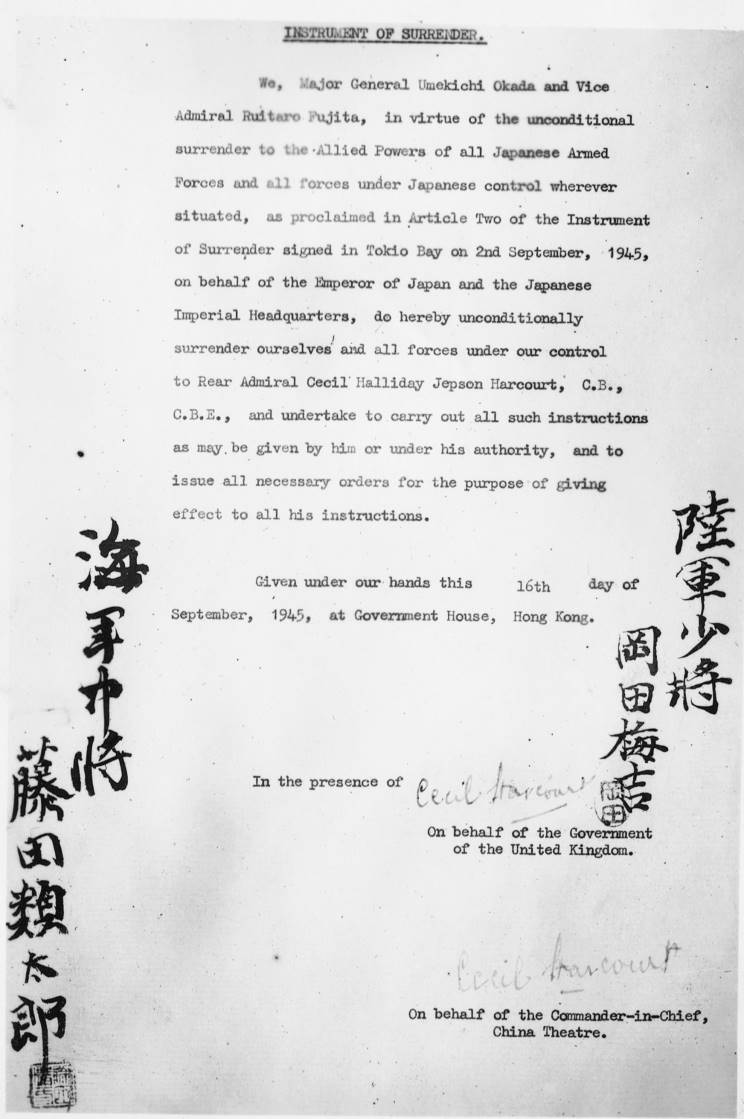
降伏文書

1945年8月15日、日本はイギリスと中華民国を含む連合国に対し降伏し戦争は終結した。これにより日本の統治が終わった香港の帰属問題が生じた。中国人がそのほとんどを占める当時の香港の世論は、「アヘン戦争」という過去の不当な戦争により清国から強引に主権を奪ったイギリスではなく、清国を継いで中国を統治している蔣介石率いる中華民国に返還すべきであるというものであった。
しかしイギリスは返還を拒否する強硬な態度に出た。これは戦勝国間の大戦後の、中華民国とソ連との利害関係の対立が生じつつあったためである。
中国系住民の声を無視する形で、イギリスは日本が降伏した8月15日に香港統治の回復を宣言した。これに対し中華民国は抗議したが、同じ連合国であるアメリカ合衆国政府の調停により、中華民国側も最終的に了承した。8月30日にイギリス海軍のハーコート少将は香港に到着し、正式にイギリスによる香港の主権回復となった。
この日は「重光紀念日」として、イギリスの植民地支配が終結する1997年まで、8月の最終月曜日が香港の祝日に指定され、休日であった。返還後は休日ではなくなったが、香港特別行政区政府は中国中央政府に倣い、2015年のみ9月3日を抗日戦争勝利70周年紀念日とし、休日にした。
なお、1945年9月16日に、中華民国、イギリスと日本の代表は香港総督府で香港の主権を返還する文章に調印している。
1948年8月南京軍事法廷は香港統治期の俘虜および民間人殺害・強姦の罪で酒井隆中将・香港軍政庁初代長官に死刑判決を言い渡し、9月30日に処刑された。

## 影響

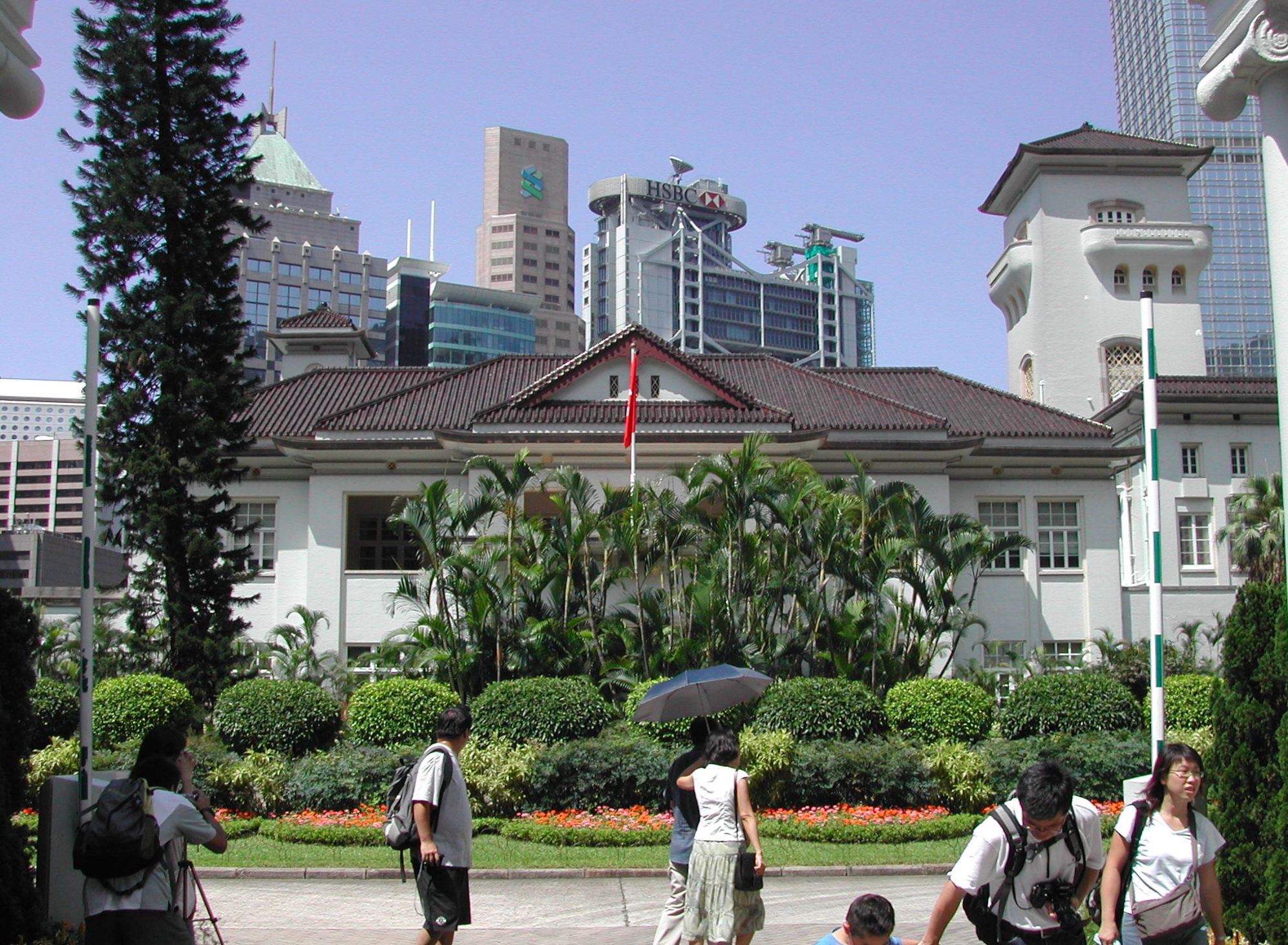
日本風屋根の英属香港総督府

日本の占領時期を物語る建築物に英属香港総督府がある。この建物は香港総督府の本館とダンスホールであったが、日本軍の接収後に藤村正一によって、ふたつの建物を繋ぎ合わせた上に、日本風の瓦屋根や塔のある和洋折衷的な建物に改築された。
この建物は、香港がイギリス統治下に戻った後は香港総督の住居（総督府）として使用され、1997年に香港が中華人民共和国に返還・移譲された後は、行政長官の官舎として使用されている。
日本占領時期に行われた「帰郷政策」は、香港住民の権利を失わせることとなった。1950年代、香港人がイギリス本土に移民するには、香港の永久居留権を持つ必要があったが、永久居留権を取得するには、香港での出生証明が必要だった。日本軍の帰郷政策によって多くの児童が中華民国内地へ移住し、戦後香港に戻ってきたが、各種原因（記録文書の散逸・破棄、中華人民共和国の成立による混乱など）によって、これらの児童の香港での出生証明が紛失しており、「中国での出生」とされた結果、移民権利を失うこととなった。

## 関連文献
- 小林英夫「太平洋戦争下の香港 -香港軍政の展開」『駒沢大学経済学論集』第26巻第3号、駒沢大学経済学会、1994年12月、209-281頁、CRID 1050845763159126016、ISSN 03899853、NAID 110007018760。
- 關禮雄（著）、林道生（訳）、小林英夫（解題）『日本占領下の香港』御茶の水書房、1995年
- 山田美香「日本占領時期香港の教育」『人間文化研究』第12巻、名古屋市立大学大学院人間文化研究科、2009年12月、113-125頁、CRID 1050282812520175872、ISSN 1348-0308、NAID 110008425549。
- 和仁廉夫・編著『旅行ガイドにないアジアを歩く・香港』梨の木舎、1996年9月（ISBN 4-8166-9601-6 C3026 P1854E）
- 和仁廉夫・著『歳月無聲』花千樹出版、2013年7月（香港・中国語繁体字）